# David Wagner (Rollstuhltennisspieler)
David Wagner (* 4. März 1974 in Fullerton) ist ein US-amerikanischer Rollstuhltennisspieler.

## Karriere
Im Alter von 21 Jahren verunglückte David Wagner beim Frisbeespielen am Strand und ist seitdem auf den Rollstuhl angewiesen. Ein Jahr darauf kam er mit dem Rollstuhltennis in Berührung, bei dem er fortan in der Klasse für Quadriplegiker spielte.
David Wagner ist sowohl im Einzel als auch im Doppel aktiv und stand in beiden Disziplinen bereits an der Spitze der Weltrangliste. Im Doppel gelang ihm dies erstmals im Oktober 2002, im Einzel im April 2003. Das Wheelchair Tennis Masters gewann er im Einzel in den Jahren 2004, 2005, 2007, 2008 sowie von 2012 bis 2017 und 2019. Im Doppel war er von 2005 bis 2007, im Jahr 2009 sowie von 2011 bis 2015 und 2017 und 2018 siegreich. Die Australian Open gewann er im Einzel 2011, 2013 und 2014, im Doppel in den Jahren 2008 bis 2010 sowie von 2013 bis 2016. Bei den US Open sicherte er sich 2010, 2011 und 2017 den Titel im Einzel sowie siebenmal zwischen 2007 und 2017 den Titel im Doppel.
Bei den Paralympischen Spielen nahm David Wagner bislang, seit der erstmaligen Austragung der Quadriplegiker-Klasse 2004, viermal teil. 2004, 2008 sowie 2012 gewann er dabei an der Seite von Nick Taylor die Goldmedaille im Doppel, sowie 2016 Silber. Im Einzel gewann er 2004 und 2012 jeweils Silber, 2008 und 2016 gewann er Bronze.
Vor seiner Karriere als Rollstuhltennisspieler war David Wagner als Grundschullehrer tätig. Seinen Beruf übt er allerdings seit 2004 nicht mehr aus.